# لئوپولد اینفلد
لئوپولد اینفلد، (به لهستانی: Leopold Infeld)‏(۱۸۹۸ – ۱۹۶۸) نویسنده و فیزیک‌دان لهستانی بود.

## زندگی
اینفلد در آخرین سال‌های قرن نوزدهم میلادی (۱۸۹۸) در کراکوف لهستان به دنیا آمد. در ۱۹۲۱ از دانشگاه یاگیلونیا در کراکوف فارغ‌التحصیل شد. در اوایل دهه ۳۰ میلادی در دانشگاه کمبریج کار می‌کرد و سپس به پرینستون رفت و در سال‌های ۱۹۳۶ تا ۱۹۳۸ همکار آلبرت انیشتین بود. او از فیزیک‌دان‌های برجستهٔ لهستان است و در ۱۹۵۲ به عضویت آکادمی علوم لهستان برگزیده شد. او علاوه بر آثاری که در زمینهٔ فیزیک نظری منتشر کرده‌است چند داستان و زندگی‌نامه نیز نوشته‌است.

## در زبان فارسی
- اواریست گالوا، ترجمه: پرویز شهریاری.
- تکامل فیزیک، با هم‌کاری آلبرت اینشتین، ترجمه:احمد آرام